# Махачек, Александр Ярославович
Александр Ярославович Махачек (укр. Олександр Ярославович Махачек, позывной — Чех; 15 июля 1972, Радехов — 30 мая 2022, Николаевка) — украинский военнослужащий, полковник, участник российско-украинской войны. Герой Украины (8 июля 2023, посмертно).

## Биография
Александр Махачек родился 15 июля 1972 года в городе Радехов Львовской области. Свою военную карьеру начал в звании лейтенанта, командуя разведывательным взводом в Днепродзержинске. После обучения в военной академии в Киеве продолжил службу в оперативном командовании «Юг» в Одессе. Позже занимал должность главного специалиста отдела инженерного оборудования и маскировки Управления инженерных войск Командования сил поддержки Вооружённых сил Украины .
С 2014 года принимал активное участие в АТО на востоке Украины. В частности, в 2014 году занимался минированием оборонительных рубежей в районе Чонгара, а в 2022 году — подступов к Киеву. Несмотря на три ранения и полученную инвалидность, продолжал службу.
30 мая 2022 года полковник Махачек погиб во время артиллерийского обстрела в районе трассы Лисичанск — Бахмут. Похоронен 3 июня 2022 года на Смолянском военном кладбище в Житомире .

## Награды
- Звание «Герой Украины» с удостоением ордена «Золотая Звезда» (8 июля 2023, посмертно) — за личное мужество и героизм, проявленные в защите государственного суверенитета и территориальной целостности Украины, верность военной присяге[2].
- Орден Богдана Хмельницкого II степени (2022) — за личное мужество и высокий профессионализм, проявленные в защите государственного суверенитета и территориальной целостности Украины, верность военной присяге.
- Орден Богдана Хмельницкого III степени (13 августа 2015) — за личное мужество и высокий профессионализм, проявленные в защите государственного суверенитета и территориальной целостности Украины, верность военной присяге.